# GOLDEN☆BEST ムーンライダーズ
「GOLDEN☆BEST ムーンライダーズ」（ゴールデンベスト - ）はムーンライダーズのベスト・アルバム。

## 概要
ゴールデン☆ベストシリーズの一作として発売。

## 収録曲
1. あの娘のラブレター
2. スカンピン
3. 酔いどれダンス・ミュージック
4. 紅いの翼
5. 紡ぎ歌
6. マスカットココナッツバナナメロン
7. ジェラシー
8. Beep Beep Be オーライ
9. ブラッディマリー
10. SWIMMER
11. いとこ同士
12. OLD LADY
13. ヴィデオ・ボーイ
14. DISCO BOY
15. MODERN LOVERS
16. 彼女について知っている二、三の事柄
17. 無防備都市
18. 水の中のナイフ
19. 狂ったバカンス